# تاراس شيفتشينكو

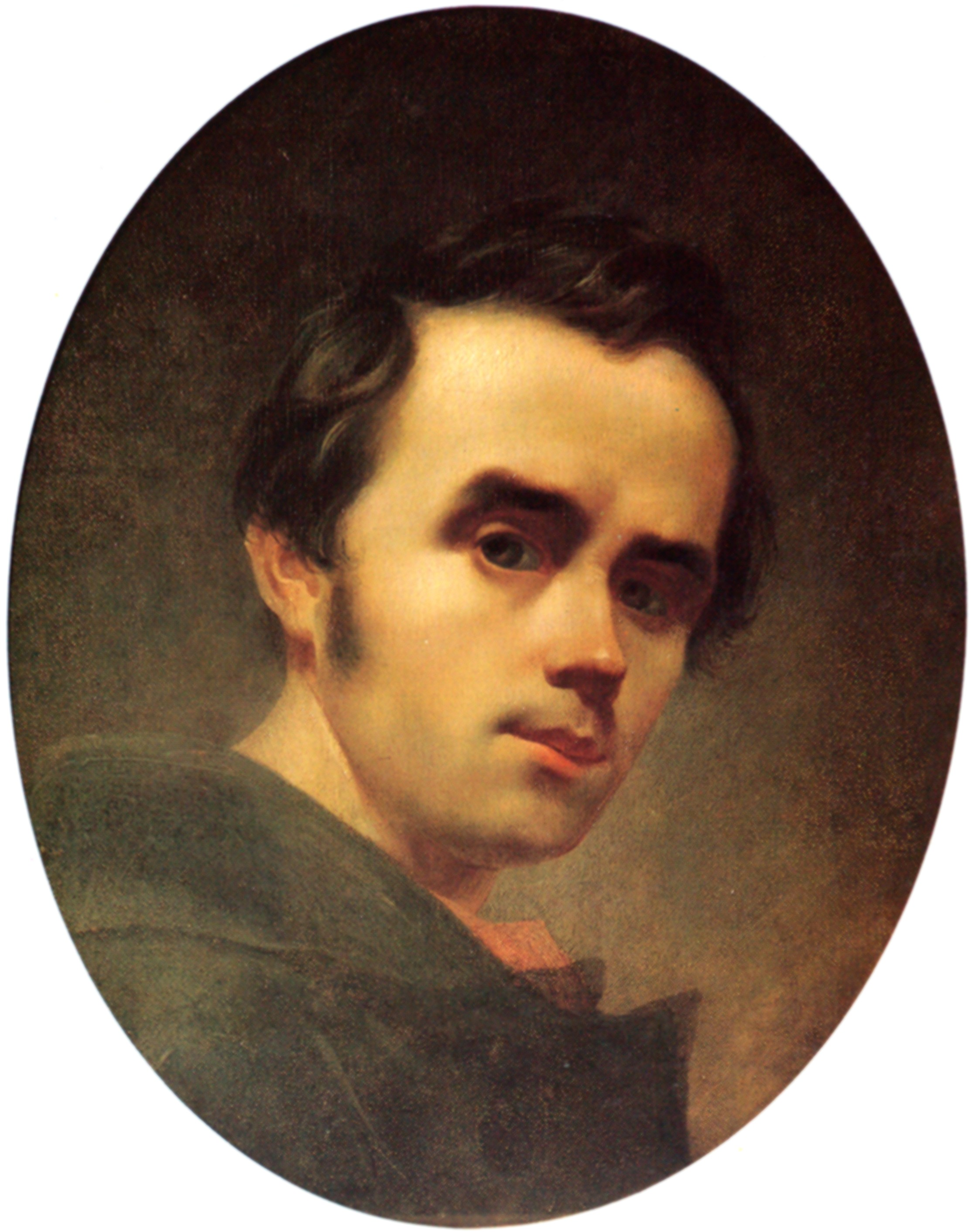
تاراس شيفتشينكو في لوحة شحصية رسمها عام 1840

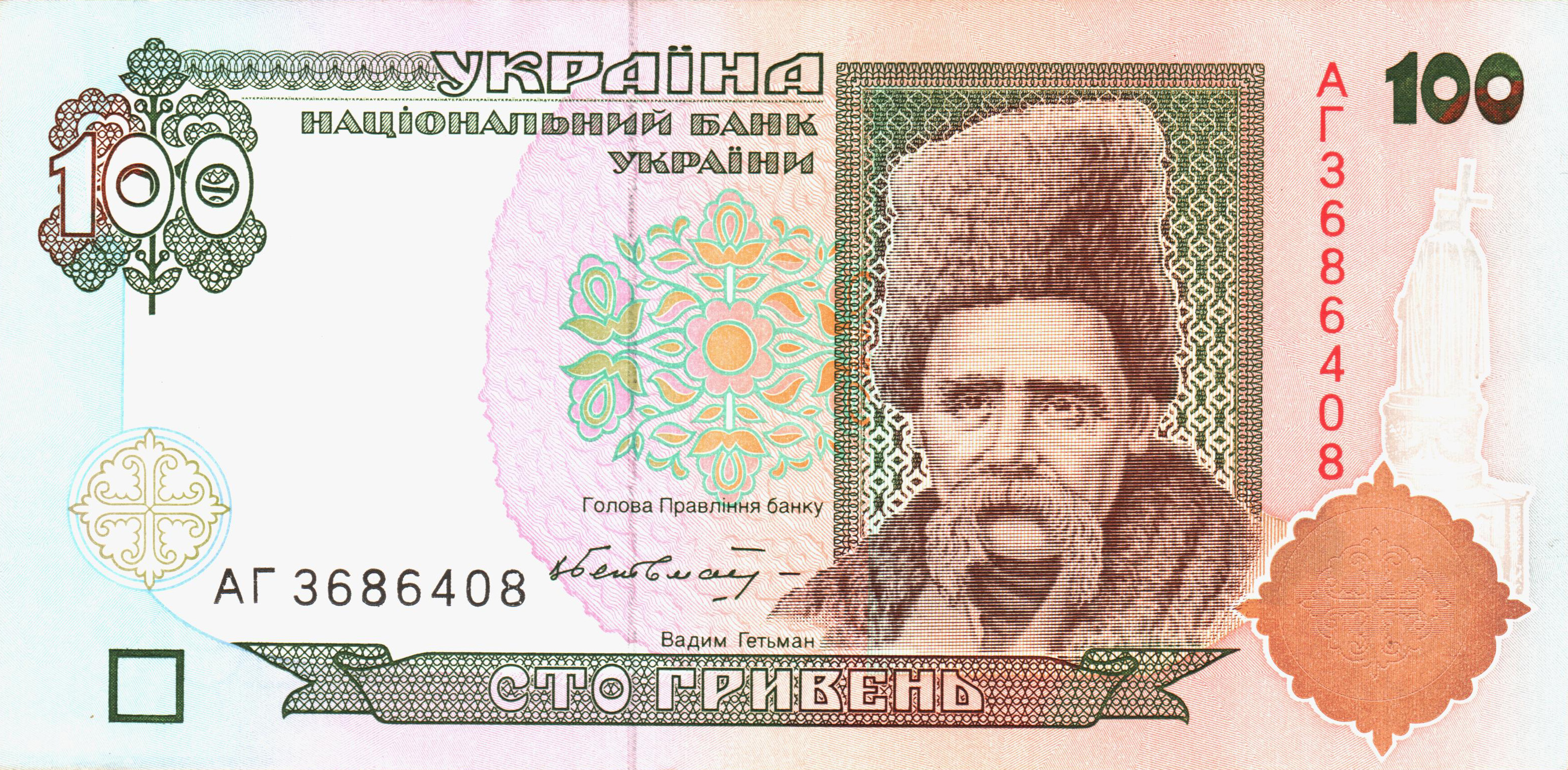
تاراس شيفتشينكو على عملة 100 هريفنا أوكرانية

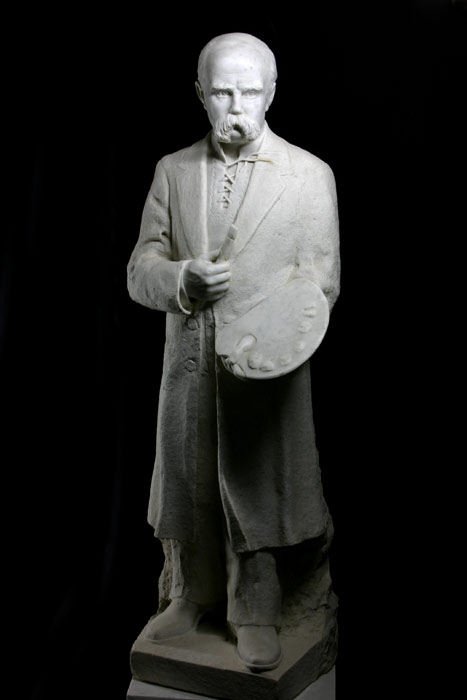

تاراس شفشنكو (بالأوكرانية: Тарас Шевченко)‏ (9 مارس 1814- 10 مارس 1861) سياسي وشاعر أوكراني يعد من الشخصيات المؤثرة في الحركة الوطنية الأوكرانية في القرن التاسع عشر.

## حياته وشعره
ولد في كييف وكان أحد مؤسسي جمعية كيريل وميتوديوس [الإنجليزية] الوطنية الأوكرانية التي سعت في الأعوام 1845-1846 إلى حكم ذاتي أوكراني في إطار وحدوي سلافي، وفي عام 1847 قمعت هذه الحركة وعوقبت قياداتها بالنفي، ومنهم شفشنكو الذ أرسلته الحكومة الروسية للخدمة في مكتب للجيش في جبال الأورال.
تضمنت أشعاره قصائد كاترينا (1840)، هيداماكو (1841م)، الحلم (1844م)، وتصف الأشعار حياة الأوكرانيين الصعبة وتعبر عن رغبتهم في الحرية،
وقد تحولت قصيدة «هايدامكاو» التي تناولت الانتفاضة الأوكرانية ضد الحكم البولندي إلى عمل مسرحي للمخرج ليس كورباس عرض في الاتحاد السوفييتي في بداية العشرينيات ويعد اليوم أهم إنتاج مسرحي أوكراني في القرن العشرين.

## معرض صور

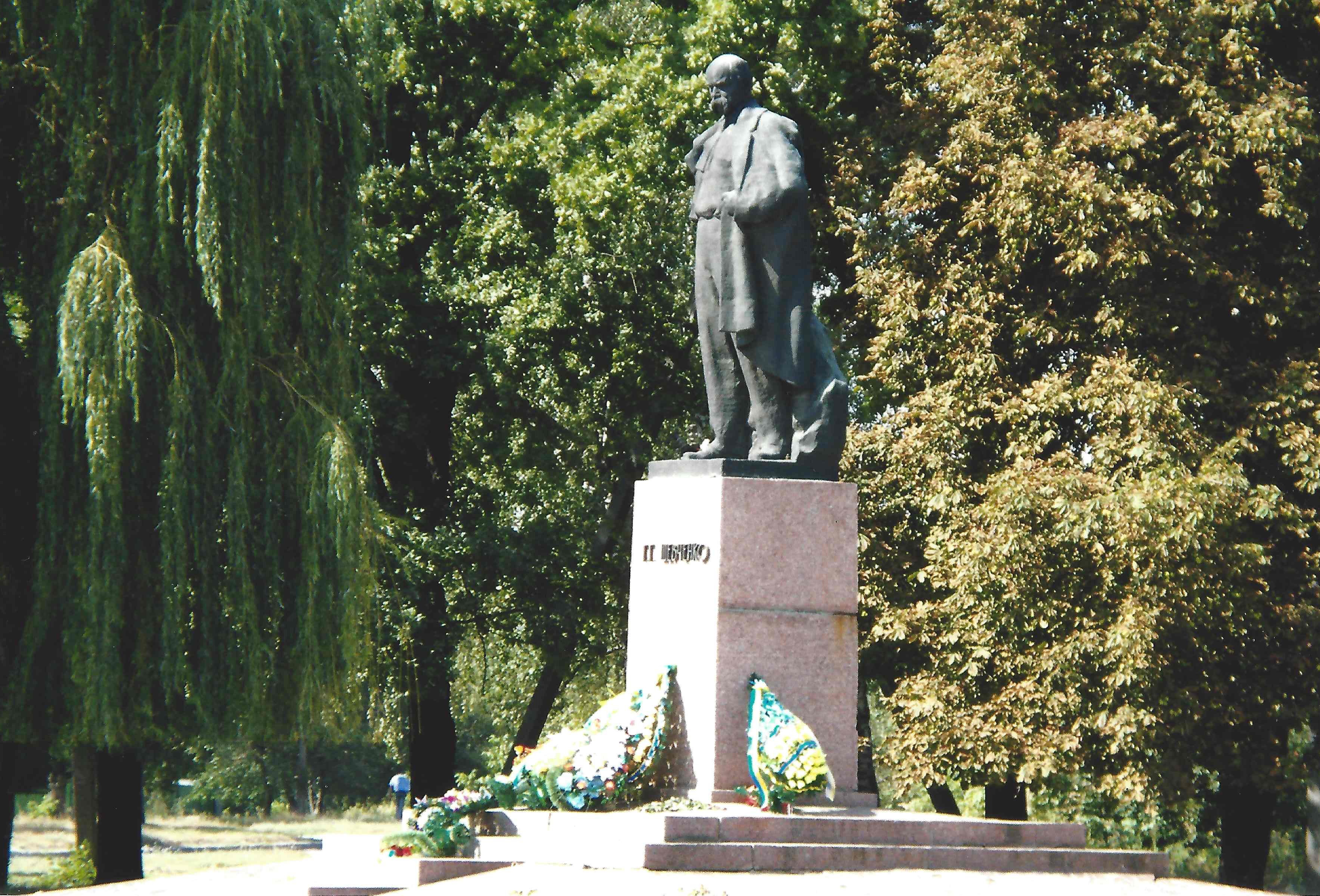
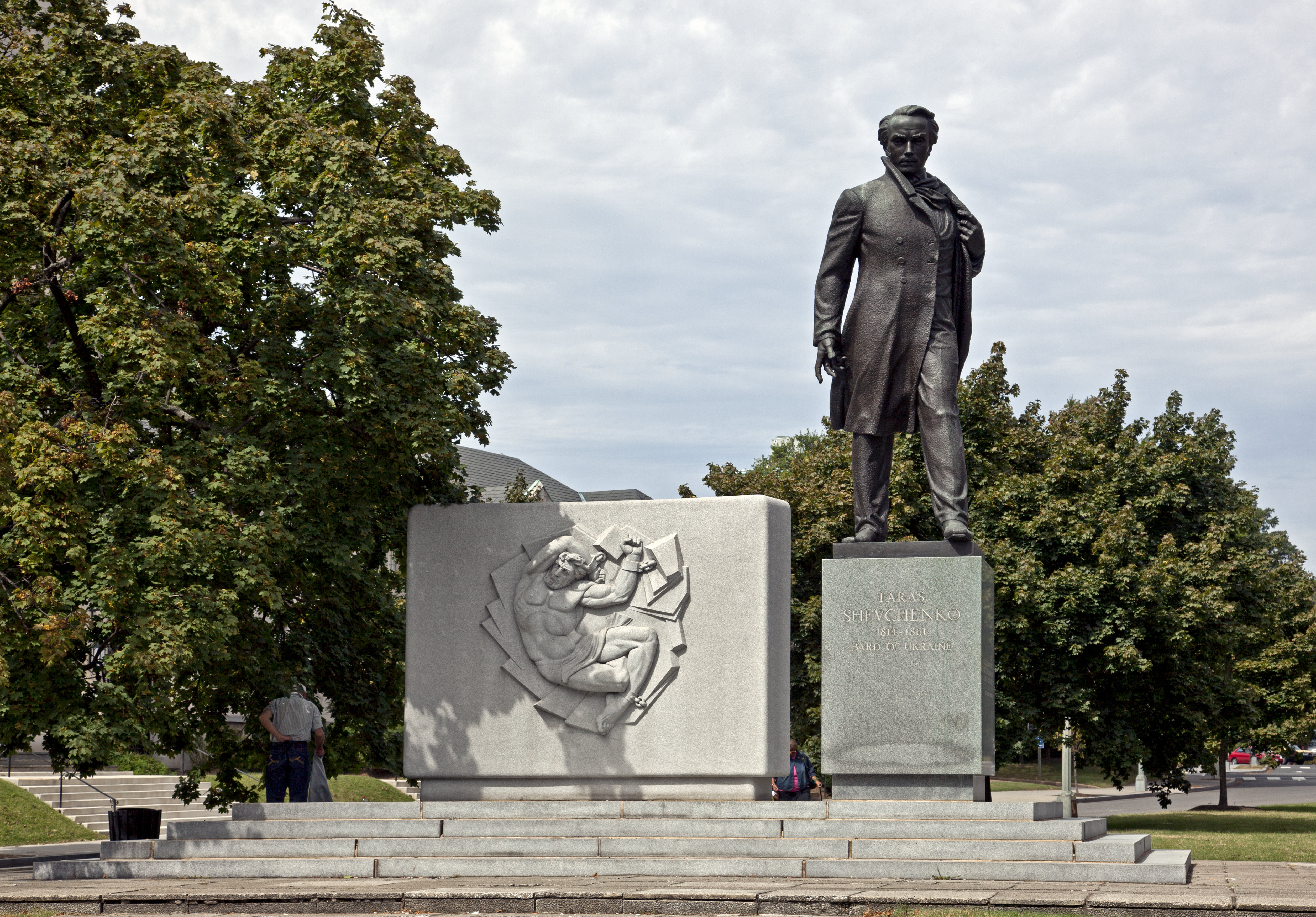

## روابط خارجية
- تاراس شيفتشينكو على موقع IMDb (الإنجليزية)
- تاراس شيفتشينكو على موقع الموسوعة البريطانية (الإنجليزية)
- تاراس شيفتشينكو على موقع ميوزك برينز (الإنجليزية)
- تاراس شيفتشينكو على موقع ديسكوغز (الإنجليزية)
- تاراس شيفتشينكو على موقع قاعدة بيانات الفيلم (الإنجليزية)